# Epson
Seiko Epson Corporation  (en japonés: セイコーエプソン株式会社 Seikō Epuson Kabushiki-gaisha?) o Epson, es una compañía japonesa y uno de los mayores fabricantes del mundo de impresoras de inyección de tinta, matricial y de impresoras láser, escáneres, ordenadores de escritorio, proyectores, home cinema, televisores, robots, equipamiento de automatismo industrial, TPV, máquinas registradoras, ordenadores portátiles, circuitos integrados, componentes de LCD y otros componentes electrónicos. Tradicionalmente, la compañía ha fabricado relojes desde su fundación y es una de las tres compañías fundamentales del grupo Seiko. Con base en la prefectura de Nagano, Japón, tienen numerosas filiales alrededor del mundo. El actual presidente es Saburo Kusama.

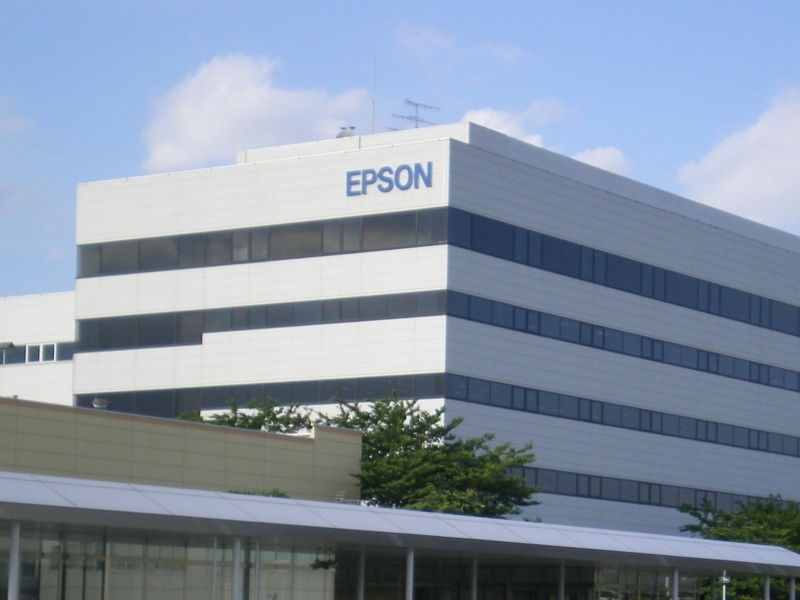
Oficinas de Epson en Tokio.

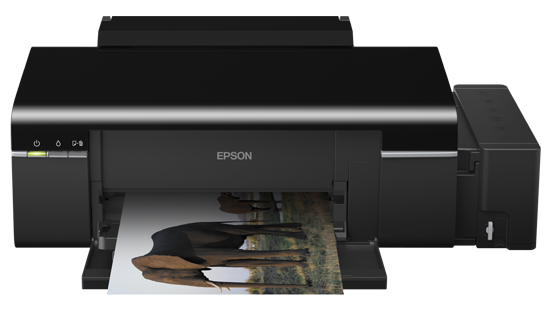
Impresora Epson L800.

El 24 de noviembre de 2017, Francia abrió una investigación a Epson por obsolescencia programada, Epson produciría impresoras y cartuchos de tinta que dejaban de funcionar antes de que llegaran al final de su vida útil. En el año 2018 Epson distribuyó una actualización de software para bloquear el uso de repuestos de terceros en algunos de sus modelos de su línea de impresoras.

## Historia

### Orígenes
Daiwa Kogyo, Ltd. fue fundada en 1942 por Hisao Yamazaki en Suwa, Nagano. La compañía estaba respaldada por Una inversión de la familia Hattori (fundador del grupo de Seiko) y comenzó como fabricante de piezas de reloj. Comenzó la operación en un almacén de miso renovado de 231 m² de superficie, con una plantilla de 22 empleados. En 1943 Dani Seikosha (actualmente Seiko Instruments) estableció una fábrica en Suwa para la nuez de tomas los relojes de Seiko conjuntamente con Daiwa Kogyo. En 1959 la fábrica de Suwa de Daini Seikosha se fusionó con Daiwa Kogyo para formar Suwa Seikosha Co., Ltd. La compañía ha desarrollado y comercializado mucha tecnología de relojería. Particularmente, desarrolló el primer cronómetro de cuarzo del mundo (Seiko QC-951) en 1963, el primer reloj del cuarzo del mundo (Seiko Quartz Astron 35SQ) en 1969, el primer reloj que generaba su propia energía automáticamente (Seiko Auto-Quatz) en 1988 y un reloj mecánico con escape electrónico (Spring Drive) en 1999. La fabricación de los relojes todavía constituye uno de los negocios principales de Seiko Epson. Los relojes hechos por la compañía se venden a través de Seiko Watch Corporation, una subsidiaria de Seiko Holdings Corporation.

### Impresoras

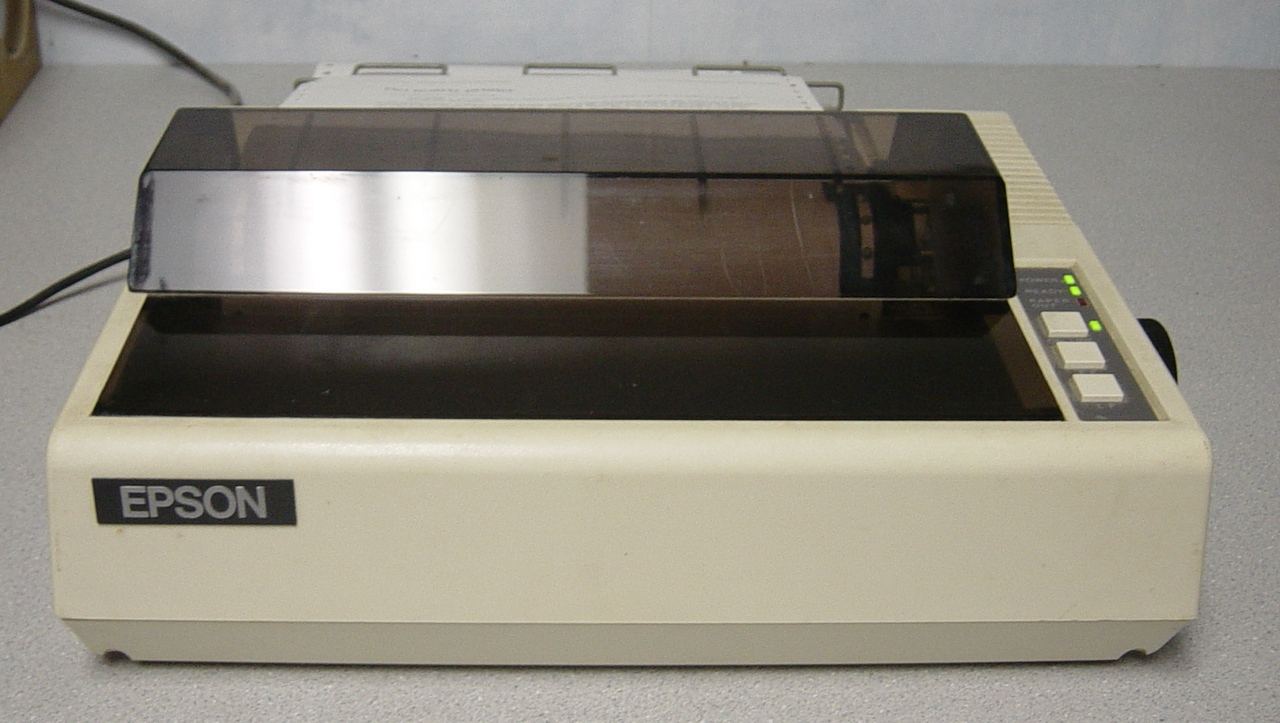
Epson MX-80.

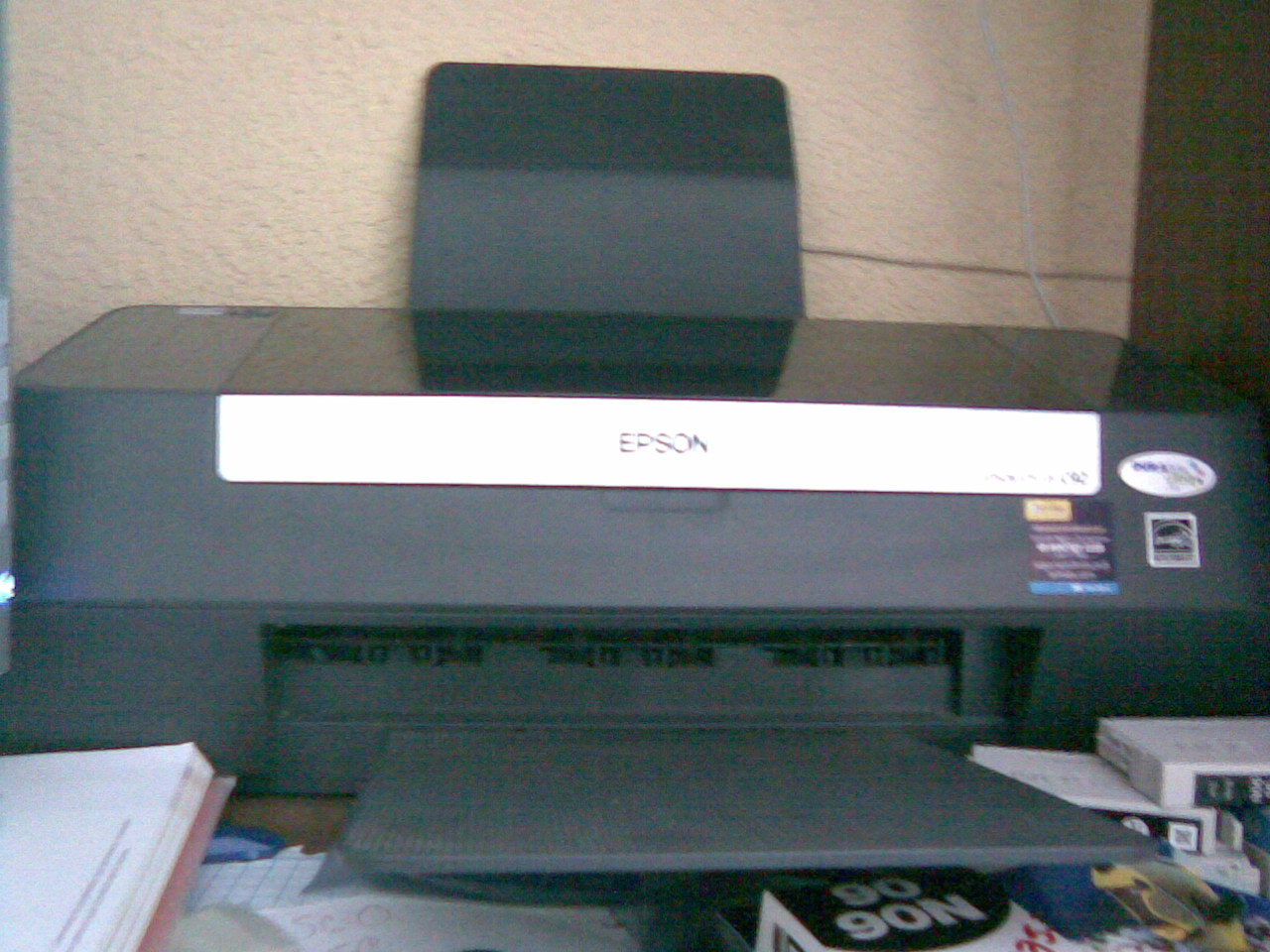
Epson Stylus C92.

En 1961 Seiki Co., Ltd. fue establecida como una subsidiaria de Suwa Seikosha para proveer las piezas de precisión para los relojes de Seiko. Cuando el grupo Seiko fue seleccionado como encargado oficial del tiempo en los juegos olímpicos de Tokio en 1964, se les requirió el desarrollo de un sistema de registro, para medir el tiempo de los eventos deportivos, y Shinshu Seiki comenzó el desarrollo de una impresora electrónica. En septiembre de 1968, Shinshu Seiki lanzó la primera mini-impresora del mundo, el EP-101, que pronto fue incorporado en muchas calculadoras. En junio de 1975, el nombre Epson fue acuñado después de que la generación siguiente del EP-101 fuera lanzada al público (el “Son of EP-101” se convirtió en “EP-Son” quedando en “Epson”). En abril de ese mismo año, Epson America Inc. fue establecida para vender impresoras para Shinshu Seiki Co.
En junio de 1978, se lanzó al mercado la impresora matricial de 80 columnas TX-80, y fue utilizada principalmente como impresora de sistema para el ordenador Commodore PET. Después de dos años de desarrollo adicional, un modelo mejorado, el MX-80, fue lanzado en octubre de 1980, llegando a ser la impresora más vendida en los Estados Unidos.
En noviembre de 1981, Epson introdujo el primer ordenador del mundo que fue realmente portátil con 1,6 kg de peso, el Epson HX-20, caracterizado por un teclado a tamaño completo. Dos CPUs Hitachi 6301 corriendo a 0,614MHz, una pantalla LCD (20 X 4 caracteres), impresora matricial, dispositivo de almacenamiento, Puerto serie RS232, 16 KB de memoria RAM (máximo 32 KB) y baterías recargables. Microsoft BASIC estaba pre-cargado en la ROM.
En julio de 1982, Shinshu Seiki cambió oficialmente su nombre por el de Epson Corporation y lanzó el primer ordenador de mano del mundo, la HX-20 (HC-20), y en mayo de 1983 el primer televisor LCD en color portátil. En 1985 lanza al mercado la línea de computadoras personales compatibles IBM PC Epson Equity.
En noviembre de 1985, Suwa Seikosha Co., Ltd. y Epson Corporation se fusionaron para formar Seiko Epson Corporation, desde ese año, Televisión Nacional de Chile usa estos computadores para el Jurado del Festival Internacional de la Canción de Viña del Mar, ello hasta 1993, cuando Mega se hace cargo de la transmisión.

La compañía desarrolló la tecnología de inyección de tinta Micro Piezo, que utiliza un cristal piezoeléctrico en cada inyector y no calienta la tinta en la cabeza de impresión para proyectarla sobre la página, y lanzó la impresora de inyección de tinta MJ-500 (Epson Stylus 800) en marzo de 1993. Poco después, en 1994, Epson lanzó al mercado la primera impresora de inyección de tinta en color de alta resolución (considerando 720 x 720 ppp como alta resolución), la Epson Stylus Color (P860A). Esta impresora también utilizaba la tecnología Micro Piezo. 

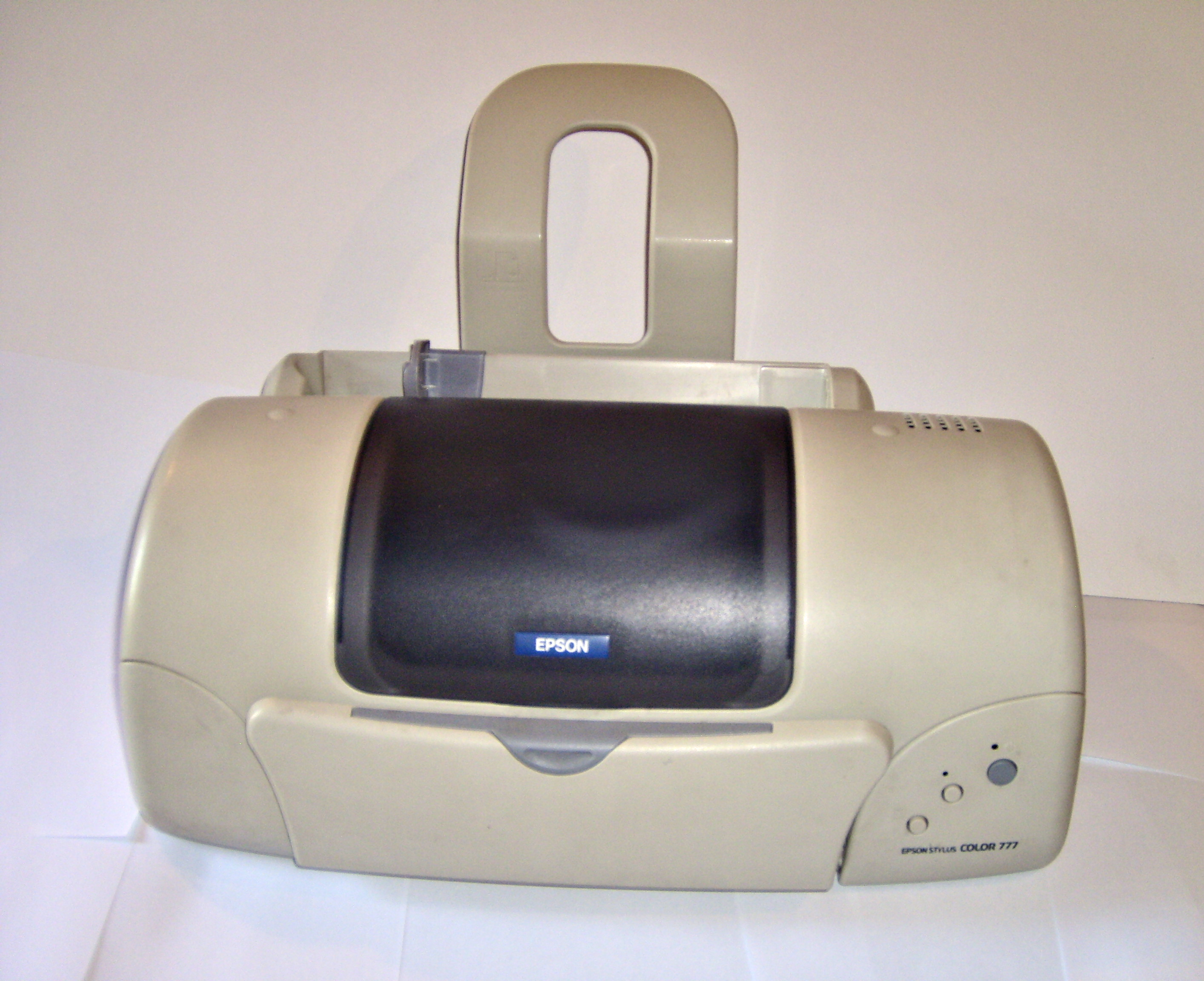
Epson Stylus Color 777.

En 1994 los repuestos de Epson ya se vendían en las tiendas al por menor de los EE. UU. En 1994 Epson comenzó el programa de ventas Weekend Warrior. El propósito del programa era ayudar a mejorar las ventas, mejorar el conocimiento del representante de ventas de los productos Epson y mejorar el servicio a clientes. Los representantes tenían asignados turnos de fin de semana de entre 12 y 20 horas. Epson comenzó el programa Weekend Warrior con TMG Marketing (ahora Mosaic Sales Solutions), más adelante con Keystone Marketing Inc., después con Mosaic hasta que expiró el contrato el 24 de junio de 2007 y ahora es representado por Campaigners Inc.

### Siglo 21
En junio de 2003, la compañía comunicó que seguía en la 1.ª sección de la Bolsa de Tokio (TYO: 6724). En el año 2007, la familia Hattori (fundadora del Grupo Seiko, Seiko Instruments y Seiko Epson) y sus individuos y compañías relacionadas siguen siendo accionistas importantes de Seiko Epson. Aunque las tres compañías en el grupo de Seiko tienen algunos accionistas comunes, incluyendo los miembros clave de la familia de Hattori, no son afiliadas. Se manejan y funcionan de manera totalmente independiente. Epson ha establecido su propia imagen y rara vez utiliza "Seiko".
En el año 2004 Epson introdujo su cámara fotográfica digital con telémetro, el Epson R-D1, que utiliza las lentes del montaje Leica M. Esta cámara fotográfica es notable por ser el primer telémetro digital en el mercado. Debido a que su sensor es más pequeño que el estándar de la película de 35 mm para el cual se diseñaron las lentes, las lentes montadas en el R-D1 tienen el campo visual de 1,53 veces, mientras la longitud focal indicada era la de una cámara fotográfica estándar de 35 mm. En el año 2006 el R-D1 fue substituido por su sucesor, el R-D1s. El R-D1s era más barato, no obstante el hardware de ambas cámaras fotográficas es idéntico. Epson ha lanzado un parche para el firmware para proporcionar al R-D1 la funcionalidad completa de su sucesor - el primer fabricante de cámaras fotográficas digitales que hace tal mejora libre para sus clientes y público en general.[cita requerida]
En 2009, la compañía adquirió Orient Watch Co., Ltd., uno de los mayores fabricantes relojeros de Japón.
En septiembre de 2012, Epson presentó la impresora Epson Expression Premium XP-800 Small-in-One, con función inalámbrica. Además, la serie Expression fue acompañada por varios modelos de escáner.
En septiembre de 2015, Epson comercializó su primera impresora, la Epson ET-4550, que en lugar de cartuchos utiliza tanques de tinta individuales donde verter botes de tinta líquida. Hacia el tercer trimestre de 2012, Epson tenía una cuota del 15,20% en el mercado global de impresoras, copiadoras y dispositivos multifunción.
Asimismo, Epson están involucrado en el mercado de las gafas inteligentes y desde 2016, la compañía ha lanzado tres modelos diferentes. Las primeras fueron las Epson Moverio BT-100, seguidas por las Epson Moverio BT-200. En 2016 también lanzaron las Moverio Pro BT-2000, demostrando ser una marca orientada a las cámaras estereoscópicas, al ser esta una versión mejorada de las anteriores BT-200. La compañía también fue la primera en lanzar al mercado gafas inteligentes con las que poder ver tanto la realidad física como la virtual. De hecho, fueron bastante populares por su uso con pilotos de drones ya que les permitían obtener la visión de las imágenes captadas por el dron a la vez que al propio dron en el cielo.

## ESC/P
Artículo principal: ESC/P
Para controlar sus impresoras, Epson introdujo un lenguaje de descripción de páginas, el 'Epson Standard Code for Printers' (código estándar de Epson para las impresoras, o ESC/P), que se convirtieron en una clase de estándar de la industria para el control del formato de impresión durante la era de las impresoras matriciales.

## Robots
En 1983 Epson introduce la serie SSR-H de robots industriales para el montaje de relojes e impresoras y el empaquetamiento de semiconductores.
Seiko Epson producto algunos microcontroladores como el S1C63